# Miguel Ramondetti
Miguel Ramondetti (, 1922 ou 1923 – Buenos Aires, 28 de fevereiro de 2003) foi um padre argentino, adepto da Teologia da Libertação, que se destacou como dirigente do Movimento de Sacerdotes para o Terceiro Mundo, entre 1967 e 1973.
Durante o período no qual estudou teologia em Roma (Itália), teve contato com padres que, influenciados pela experiência dos padres operários, desejavam uma renovação na Igreja Católica.
Em 1952, retornou à Buenos Aires e foi trabalhar na Paróquia de Todos os Santos. Nesse lugar, além das atividades sacerdotais, trabalhou como pedreiro, para ajudar a melhorar as condições de moradia das pessoas.
Entre 1967 e 1973, foi o principal dirigente do Movimento de Sacerdotes para o Terceiro Mundo.
Em 1976, com a instalação de uma ditadura militar na Argentina, inicialmente procurou viver clandestinamente dentro da própria Argentina, depois mudou-se para a França, onde viveu cerca de dois anos e meio, para o México, onde viveu cerca de um ano, e para a Nicarágua, onde chegou em 1980 para viver durante cinco anos, onde teve uma atuação pastoral alinhada com o governo sandinista e tornou-se amigo de Ernesto Cardenal.
Depois de regressar do exílio, não quis retornar à atividade sacerdotal, pois ficou decepcionado com a passividade da Igreja Católica na Argentina diante da ditadura militar. Também trabalhou como pedreiro, metalúrgico e eletricista. Viveu seus últimos anos em uma moradia humilde em Villa Bosch.
Antes de morrer expressou o desejo de doar seus órgãos para pessoas vivas e o restante de seu corpo a uma faculdade de medicina.